# El Mostafa Nechchadi
El Mostafa Nechchadi (* 15. November 1962) ist ein ehemaliger marokkanischer Langstreckenläufer, der sich auf Straßenläufe spezialisiert hatte.

## Leben
1987 wurde er Zweiter beim London-Marathon, erreichte aber beim Marathon der Leichtathletik-Weltmeisterschaften in Rom nicht das Ziel. 1988 gewann er das Rennen Roma – Ostia, musste aber beim Marathon der Olympischen Spiele in Seoul erneut aufgeben.
1989 siegte er beim Great North Run und beim Philadelphia-Halbmarathon.
Später wurde er ein erfolgreicher Trainer, der unter anderem Catherine Ndereba betreut.

## Persönliche Bestzeiten
- Halbmarathon: 1:02:01 h, 17. September 1989, Philadelphia
- Marathon: 2:10:09 h, 10. Mai 1987, London